# Riccardo Siddi
Riccardo Siddi (Cagliari, 13 giugno 2001) è un giocatore di calcio a 5 italiano, laterale dell'Ecocity Genzano e della nazionale italiana.

## Carriera

### Club
Dopo aver giocato a calcio a 11 nelle giovanili del Cagliari e del Club San Paolo, passa al calcio a 5 nel dicembre del 2016. L'11 marzo del 2017 fa il suo esordio con la Leonardo in Serie B contro il C.U.S. Pisa. Nella stagione successiva raggiunge i quarti di finale scudetto con l'Under 19 e sigla 59 reti in 44 presenze tra Under 19 e Under 21. Il 9 giugno 2019 gioca la finale scudetto Under 21 regionale, persa col risultato di 2-4 in favore della Fenice Venezia Mestre. L'anno successivo registra 13 presenze in A2. Il 30 agosto 2020 passa in prestito al 360 GG Futsal, nuova denominazione del FFC Cagliari. Con l'Under 19 raggiunge i quarti di finale scudetto mentre in Serie A2 registra 9 presenze condite dall'accesso ai play-off.
Al rientro dal prestito sigla 18 reti in 23 presenze; nella stagione 2022-2023 raggiunge la final four di Coppa Italia di Serie A2 realizzando il gol del momentaneo 3-3 nella semifinale contro il Sala Consilina. In campionato, i sardi conquistano la promozione in Serie A2 Èlite e Siddi chiude la stagione da capocannoniere della Leonardo con 23 reti in 33 presenze. Il 9 marzo 2024 gioca la 100ª presenza con la maglia della Leonardo, in occasione della sfida interna contro l'Elledì. Il 27 aprile segna cinque reti contro il Modena Futsal e si laurea vicecapocannoniere della Serie A2 Èlite con 33 reti. 
Il 21 luglio 2024 si trasferisce in prestito annuale all'Ecocity Genzano Il 14 febbraio 2025 sigla il suo primo gol in Serie A nella partita contro il Vinumitaly Petrarca, valevole per il 3-2 finale. Nella Final Eight di Coppa Italia conquista la medaglia d'argento, dopo la sconfitta in finale contro la Feldi Eboli. 

### Nazionale
Il 22 gennaio 2024 riceve la prima convocazione in nazionale italiana dal ct Bellarte in occasione degli incontri amichevoli contro Marocco e Serbia. Il 31 gennaio fa il suo esordio in Nazionale nella gara persa contro il Marocco col risultato di 3-5 e realizza l’assist per il momentaneo 3-3 di Pieri.

## Statistiche
| Stagione  | Squadra         | Campionato | Campionato | Campionato | Coppe nazionali | Coppe nazionali | Coppe nazionali |
| Stagione  | Squadra         | Comp       | Pres       | Reti       | Comp            | Pres            | Reti            |
| --------- | --------------- | ---------- | ---------- | ---------- | --------------- | --------------- | --------------- |
| 2016-2017 | Leonardo        | B          | 1          | 0          | CI              | 0               | 0               |
| 2017-2018 | Leonardo        | A2         | 0          | 0          | CI              | 0               | 0               |
| 2018-2019 | Leonardo        | A2         | 7          | 1          | CI              | 1               | 2               |
| 2019-2020 | Leonardo        | A2         | 13         | 0          | CdC             | 2               | 1               |
| 2020-2021 | 360GG Cagliari  | A2         | 9          | 0          | /               | /               | /               |
| 2021-2022 | Leonardo        | A2         | 23         | 18         | /               | /               | /               |
| 2022-2023 | Leonardo        | A2         | 27 (+1)    | 19 (+1)    | CI + CdC        | 3 + 2           | 3               |
| 2023-2024 | Leonardo        | A2 Èlite   | 22 (+4)    | 33 (+1)    | CI + CdC        | 2 + 1           | 2               |
| 2024-2025 | Ecocity Genzano | A          | 13         | 3          | CI              | 2               | 0               |